# Departamento Sauce
Sauce es un departamento de la provincia de Corrientes, en el noreste de Argentina, que ocupa 2493.3 km², en la región sur de la provincia.
Limita al oeste con el departamento de Esquina; al norte y al este con el de Curuzú Cuatiá; y al sur con la provincia de Entre Ríos.
La cabecera del departamento es la homónima Sauce. 

## Historia
El 7 de marzo de 1917 el gobernador Mariano Indalecio Loza aprobó por decreto el Cuadro comparativo de la subdivisión en Departamentos y Secciones de la Provincia de Corrientes; Límites interdepartamentales e interseccionales, que fijó para el departamento Sauce los siguientes límites:

Departamento Sauce - Límites departamentales: Norte: Arroyo Avalos; Este: Límite Este de las propiedades de Martín Esqueret, Juan Benta, Juan Andrés Ayala, arroyo Pelado, arroyo Chañar, arroyo Macieguitas, límite Este de la propiedad de los herederos de Pedro y Benito Ezcurra; Sur: Río Guayquiraró; Oeste: Límite Oeste de las propiedades de Eugenio Grela, F. Despo y María E. Soto, arroyo Barrancas y límite Oeste de la propiedad de Antonio Cafferata o Mariano I. Loza.

El cuadro señaló que el departamento estaba dividido en 3 secciones:

1ra. y 3ra. Sección: El Departamento está dividido en tres Secciones, una de las cuales es la parte del Departamento que queda al Norte del arroyo Barrancas. Esta parte comprende la 3ra. Sección. Toda la parte del Departamento al Sur y Este del arroyo Barrancas, está dividido en dos Secciones, cuya línea divisoria es el arroyo Sauce, límites Norte y Este de los ejidos de Sauce, y límite Este de la propiedad de Pedro Basagoiti. Al Oeste de esta línea divisoria está la 1ra. Sección; al Este, la 2da. Sección.

El 31 de agosto de 1935 fue publicado el decreto del vicegobernador Pedro Resoagli que determinó los límites de los departamentos:

Departamento Sauce: Tiene los siguientes límites generales: Norte: La línea arranca de la intersección del límite Oeste de la Colonia Cafferata con el arroyo Avalos; sigue por el cauce del Abalos, aguas arriba, hasta el mojón Norte de la propiedad de Martín Esquercia; desde este punto desciende por el límite oriental de dicha propiedad y el de la de Juan Benta y Juan Andrés Ayala hasta encontrar el cauce del arroyo Barrancas. Continúa por este cauce, aguas abajo, hasta la boca del arroyo Chañar, y penetra por este último aguas arriba, hasta la boca del arroyo Espinillo, por cuyo curso sigue hasta la unión del arroyo Macieguitas; y por el de éste hasta sus punta o nacientes; Este: De la intersección de las puntas del arroyo Macieguitas con el camino real que nace del pueblo de Sauce hacia el Este, la línea toma el límite oriental de las propiedades de Benito Ezcurra y Margarita Ezcurra de Rolón, hasta encontrar el cauce del Guayquiraró; Sud: Del mojón Sudeste de la propiedad Ezcurra de Rolón sobre el Guayquiraró, la línea sigue el cauce de este río, aguas abajo, hasta el mojón Sudoeste de la propiedad de Eugenio Grela; Oeste: Del mojón Sudoeste de la propiedad Grela, en el cauce del Guayquiraró, la línea sigue el límite Oeste de dicho inmueble y el de los pertenecientes a F. Despo y María E. Soto, hasta encontrar el cauce del arroyo Barrancas. Continúa por el Barrancas, aguas arriba, hasta el deslinde Sud de la propiedad de C. Ferreyra, de cuyo punto toma el límite occidental de este inmueble y del que fue de Antonio Cafferata, hoy Colonia Cafferata, hasta el cauce del arroyo Abalos, deslinde Norte del Departamento.

## Población
Cuenta con 10 382 habitantes (Indec, 2022), lo que representa un incremento promedio anual del 1.2% frente a los 9032 habitantes (Indec, 2010) del censo anterior.

La mediana de edad se estableció en 30 años.
| Gráfica de evolución demográfica de Departamento Sauce entre 1991 y 2022 |
|                                                                          |
| Fuente: censos nacionales del INDEC                                      |

## Principales localidades
- Sauce